# Staple
 Staple  (en neerlandés Stapel) es una población y comuna francesa, en la región de Norte-Paso de Calais, departamento de Norte, en el distrito de Dunkerque y cantón de Hazebrouck-Nord.

## Demografía
| 648 | 624 | 570 | 549 | 624 | 610 |
| Para los censos de 1962 a 1999 la población legal corresponde a la población sin duplicidades (Fuente: INSEE [Consultar]) |     |     |     |     |     |